# Praia (municipio)

Praia es un municipio caboverdiano situado en la isla de Santiago. Se encuentra localizado al sur de la isla de Santiago y tiene 258 kilómetros cuadrados de superficie.
Más del noventa por ciento de la población de este municipio reside en la ciudad de Praia, que es la ciudad capital del país. El resto de los pobladores habitan en pequeñas localidades escasamente pobladas.

## Geografía física

### Localización
Por el norte limita con el municipio de São Domingos, al oeste con el de Ribeira Grande de Santiago y por el sur y el este con el océano Atlántico.

## Historia
El Municipio de Praia es uno de los municipios más antiguos de todo Cabo Verde. Se creó en el siglo XVIII, cuando la villa de Santa María se convirtió en una ciudad, y al mismo tiempo, la nueva capital de Cabo Verde. A través de su historia, el municipio ha sido sucesivamente reducido debido a aumento demográfico.
A fines del siglo XIX este municipio acupaba la mitad del sector sur de la isla, mientras que el norte fue ocupado por Santa Catarina. En el año 1971 las dos parroquias norteñas de Praia se separaron y formaron el municipio de Santa Cruz. En 1988, otras dos parroquias al norte de Praia se separaron y crearon el municipio de São Domingos. En 2005, otro par de parroquias crearon el nuevo municipio de Ribeira Grande de Santiago.

## Demografía
| Gráfica de evolución demográfica de Praia entre 1940 y 2021 |
| |
| Población del municipio entre los años 1940 y 2010 según el censo de población de la página web Opendataforafrica.org. Población estimada según el Instituto Nacional de Estatística de Cabo Verde. Población según el resultado censal preliminar de 2021 del Instituto Nacional de Estatística de Cabo Verde según la página web citypopulation.de. |

## Organización territorial
Consta de una freguesia:
- Nossa Senhora da Graça